# Comuna Albeștii de Argeș, Argeș
Albeștii de Argeș (în trecut, Albești-Brătești și Albești) este o comună în județul Argeș, Muntenia, România, formată din satele Albeștii Pământeni (reședința), Albeștii Ungureni, Brătești, Doblea, Dobrotu, Dumirești și Florieni.

## Geografie
Comuna se află în nord-vestul județului, pe cursul superior al râului Argeș acolo unde acesta formează lacul de acumulare Cerbureni, în Muscelele Argeșului. Este străbătută de șoseaua națională DN7C, care leagă Piteștiul de Sibiu prin Munții Făgăraș. La Albeștii Pământeni, din acest drum se ramifică șoseaua județeană DJ704G, care duce spre nord-vest la Cicănești.
Vecini:
- la nord: comunele Corbeni și Cicănești;
- la sud: comunele Valea Danului și Valea Iașului;
- la est: comuna Mușătești;
- la vest: comuna Valea Danului.

## Hidrografie
Comuna este traversată de râul Argeș, fiind dotată cu două hidrocentrale de mare putere și importanță, la baza celei de a doua formându-se un lac de acumulare cu același nume, unde păsări migratoare precum rațe sălbatice sau lebede își duc veacul liniștite oferind o ambianță plăcută peisajului.
De asemenea comuna este dotată cu două stații de pompare în zona deluroasă la o alitudine favorabilă acestui tip de amplasament, una dintre ele fiind inaugurată în anului 2017 pentru extinderea canalizarii menajere din rețeua Albești Pământeni si Albești Ungureni spre Dobroțu.

## Toponimie

### Albești
Denumirea localității de reședință își are originea în antroponimicul Albu, căruia i s-a adăugat sufixul - ești, care indică organizarea socială pe bază de obște a așezării. O legendă locală menționează un căpitan Albu din oastea lui Basarab Întemeietorul, care a fost răsplătit pentru vitejia sa, în bătălia de la Posada, împotriva lui Carol Robert dʼAnjou, din 1330, cu o moșie pe care s-a constituit, ulterior, așezarea. O altă legendă asociază numele localității cu densitatea oaselor ostașilor morți în luptă, care au „albit” pământul locului. Așezarea s-a structurat în: Pământeni și Ungureni, odată cu accentuarea procesului de imigrare din Transilvania. Tradiția orală explică denumirea localității, prin proveniența din Poiana Sibiului a unora dintre locuitori. Portul tradițional ardelenesc al acestora ar sta la originea numelui așezării, întrucât bărbații purtau cămăși albe, simple, cu cusături cruciforme pe față și pe spate.

### Brătești
Toponimul este format din apelativul slav brat (echivalentul semantic al cuvântului „frate”), utilizat ca antroponimic, sub forma Brătea, atestată documentar.

### Doblea
Toponim de proveniență incertă, considerat un termen depreciativ; la origine, un antroponim, Dobre, un ins care vădea calități mentale. Cercetători avizați, invocând caracteristicile terenului, menționează, însă, că toponimul derivă din doba - bazin adânc de apă, provenit din bg. dlậb = scobitură.

### Dobrotu
Toponim - toponim care reprezintă, la origine, o formație antroponimică, constituind sinonimul slav al termenului „bun” = dobr.

### Dumirești
Toponimicul provine din verbul a dumiri.

### Florieni
Toponim care are la bază un antroponim: Florea (provenit din substantivul floare) + sufixul - eni, indicând gruparea pe criterii familiale a locuitorilor satului.

## Demografie
Componența etnică a comunei Albeștii de Argeș
     Români (88,66%)
     Romi (4,08%)
     Alte etnii (0,14%)
     Necunoscută (7,11%)
Componența confesională a comunei Albeștii de Argeș
     Ortodocși (91,04%)
     Alte religii (1,31%)
     Necunoscută (7,65%)
Conform recensământului efectuat în 2021, populația comunei Albeștii de Argeș se ridică la 5.558 de locuitori, în creștere față de recensământul anterior din 2011, când fuseseră înregistrați 5.456 de locuitori. Majoritatea locuitorilor sunt români (88,66%), cu o minoritate de romi (4,08%), iar pentru 7,11% nu se cunoaște apartenența etnică. Din punct de vedere confesional, majoritatea locuitorilor sunt ortodocși (91,04%), iar pentru 7,65% nu se cunoaște apartenența confesională.

## Politică și administrație
Comuna Albeștii de Argeș este administrată de un primar și un consiliu local compus din 15 consilieri. Primarul, Gabriel Popa[*], de la Partidul Național Liberal, este în funcție din 2016. Începând cu alegerile locale din 2024, consiliul local are următoarea componență pe partide politice:
|  | Partid                          | Consilieri | Componența Consiliului | Componența Consiliului | Componența Consiliului | Componența Consiliului | Componența Consiliului | Componența Consiliului | Componența Consiliului | Componența Consiliului |
|  | ------------------------------- | ---------- | ---------------------- | ---------------------- | ---------------------- | ---------------------- | ---------------------- | ---------------------- | ---------------------- | ---------------------- |
|  | Partidul Național Liberal       | 8          |                        |                        |                        |                        |                        |                        |                        |                        |
|  | Partidul Social Democrat        | 6          |                        |                        |                        |                        |                        |                        |                        |                        |
|  | Alianța pentru Unirea Românilor | 1          |                        |                        |                        |                        |                        |                        |                        |                        |

## Istorie
La sfârșitul secolului al XIX-lea, comuna purta numele de Albești-Brătești, făcea parte din plasa Argeș a județului Argeș și era formată din satele Albeștii Pământeni, Albeștii Ungureni, Brătești și Dobrați, având în total 1410 locuitori. Existau în comună patru biserici, o școală mixtă și casele foștilor proprietari Dr. Marsil și Ștefan Burchi. Anuarul Socec din 1925 o consemnează în aceeași plasă, având 3112 locuitori în satele Albeștii Pământeni, Albeștii Ungureni, Brătești și Dobrotu și în cătunul Doblea. În 1931, comuna a preluat și satele Bărăști, Cicănești, Oeștii Pământeni și Oeștii Ungureni de la comuna desființată Oești.
În 1950, comuna a fost transferată raionului Curtea de Argeș din regiunea Argeș, satul Cicănești separându-se pentru a forma o comună de sine stătătoare. În 1968, ea a revenit la județul Argeș, reînființat; satele Oeștii-Pământeni și Oeștii-Ungureni au trecut la comuna Corbeni; iar comuna a primit numele de Albeștii de Argeș pentru a o deosebi de o altă comună cu același nume, transferată cu această ocazie la același județ.
Ziua comunei este sărbătorită pe 4 aprilie 1525.

## Monumente istorice - Specific arhitectural
Arhitectura caselor din perioada interbelică se caracterizează, în general, prin existența unei săli cu stâlpi de secțiune circulară construiți din cărămidă, sala fiind dispusă pe întreaga fațadă principală, sau numai pe una dintre laturi, în situația clădirilor cu plan în formă de „L”.
Biserica Albești-Pământeni a fost ctitorită de moșnenii satului în anul 1879. Pictura murală a fost executată de Nae Constantinescu (1879), Niță Poșoiu (1899), C. Bunescu (1926), Emil Ivănescu-Millan - fronton (1941).
Biserica Albești-Ungureni a fost ctitorită, cu contribuția pr. Gheorghe Duțeanu. Pictura murală a fost executată de I.P. Leuleanu și Gh. Ionescu din Pitești., Gheorghe Vânătoru și Emil Ivănescu-Millan. 
Biserica Schitului Brătășești a fost construită, în anul 1735, de către paharnicul Ioan Vâsănescu, fiind refăcută din temelie de arhimandritul Partenie și de monahul Varlaam, în 1795. Biserica are plan treflat, cu abside poligonale, pridvor deschis, pe latura vestică, adăugat în 1813, când a fost „meremetistă” prin grija arhimandritului Doroftei. Accesul la turla-clopotniță de secțiune pătrată, amplasată deasupra pronaosului, se asigură pe scara de lemn din pridvor. Decorație scupturală la ușa bisericii cioplită dintr-o singură bucată de stejar, precum și la spălătorul din piatră de la proscomidiar; medalioane adâncite în zid, la pridvor. Pictura murală originară (1795) se conservă parțial; icoana de hram află cărți ritualice: Penticostar (1715), Cazanie (1748), Mineie (1778-1780), Psaltire (1801), Mineie (1804-1805) și icoane pictate pe lemn în secolul al XIX-lea. Ansamblul monahal format din biserică și chilii a fost reparat în anii: 1913, 1928, 1952 și recent, prin preocuparea obștii Mânăstirii Robaia, ansamblul a fost redat circuitului monahal. 
Biserica Brătești (1861-1864) a fost ctitorită de preoții Andrei Petrescu, Gh. Gălășescu, Radu sin Radu și Dumitru Pangratie. 

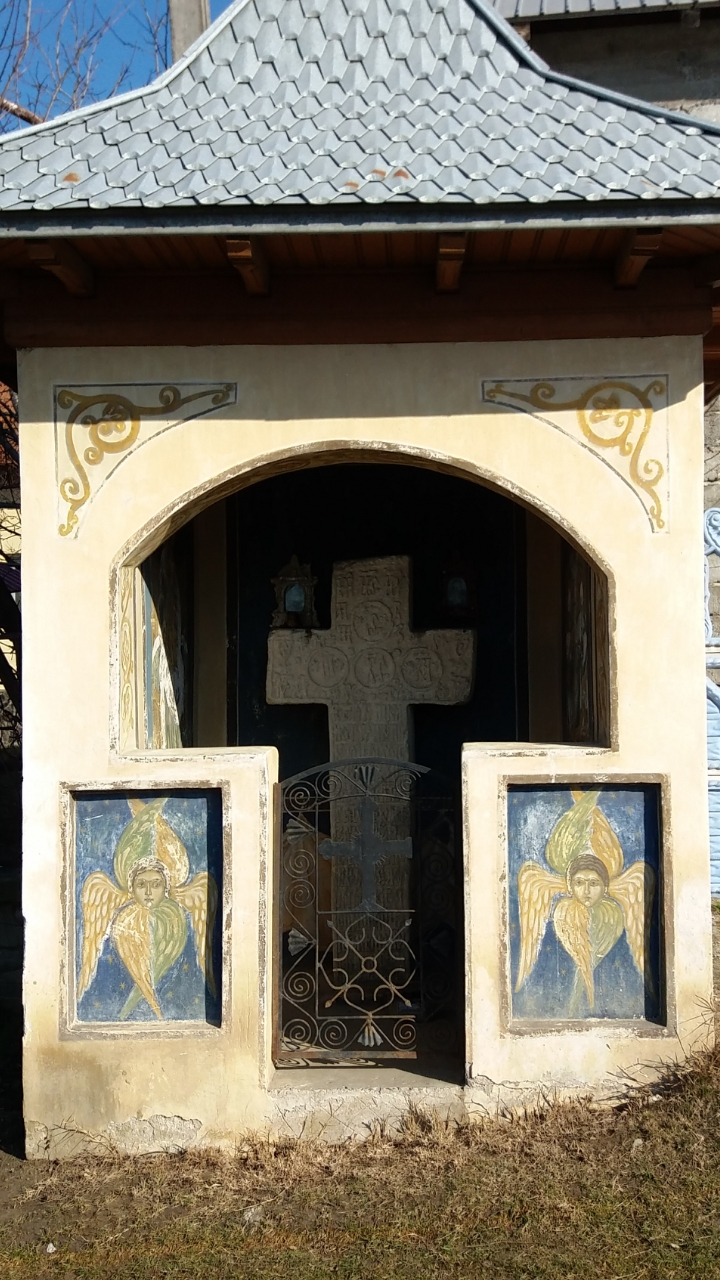
Crucea de piatră din 1694 din Albeștii de Argeș

De interres național este și crucea de piatră din fața casei Stanciu Doru Octavian (nr. 264) din Albeștii Pământeni, clasificată ca monument memorial sau funerar datând din 1694.

## Economie
Comuna este recunoscută în județ pentru culturile extinse de căpșuni. La producția pieței economice a comunei se mai poate adăuga și brutăria Cuptorul cu Pâine Tradițională, cu o varietate de produse de panificație de calitate și cu un program flexibil, organizat.